# Miguel P. Gilaberte
Miguel P. Gilaberte es un director de fotografía español nacido en agosto de 1976 en Madrid, España.

## Biografía
Con 17 años comenzó trabajando en una revista de fotografía, Foto Profesional, que más tarde pasaría a llamarse Revista Foto. En esos inicios, Gilaberte se encargó del archivo de la revista, y por sus manos pasaban instantáneas de los mejores fotógrafos del mundo. Ya entonces era un apasionado de la fotografía, pero la reseña que tuvo que redactar para la revista sobre el libro Directores de Fotografía Españoles, de Carlos F. Heredero, despertó su curiosidad y pasión por la fotografía cinematográfica.
Cursó estudios universitarios de Ciencias de la Información, rama de Imagen y Sonido en la Universidad Complutense de Madrid, y se especializó en dirección de fotografía por The Maine Workshops en Estados Unidos.
Trabajó más de 18 años como etalonador fotoquímico y colorista digital en varios laboratorios y estudios de España, lo que le proporcionó unos conocimientos avanzados sobre color y postproducción. Esta tarea la siguió compaginando con rodajes de cortometrajes, videoclips y comerciales, hasta que en el año 2010 tuvo su primera oportunidad como director de fotografía de un largometraje, Vivir para siempre (Ways to live forever), rodada en 35mm en Newcastle (UK).
En 2017 inició su primera aventura televisiva, Velvet Colección. Producida por Movistar + y Bambú Producciones, una de las aportaciones principales de Gilaberte fue el uso de lentes anamórficas en formato 4K, lo que la convirtió en la primera serie de televisión de España rodada con este tipo de objetivos.
En la actualidad, su principal actividad está volcada en la dirección de fotografía.
Miguel es miembro activo de la Asociación Española de Autores de Fotografía Cinematográfica (AEC) y miembro numerario de la Academia de las Artes y las Ciencias Cinematográficas de España.  

## Filmografía[5]

### Director de fotografía
- Ladrones: La tiara de santa Águeda, Serie TV (Temporada 1, 6 Episodios, 2025), Disney+
- Un ángel llamado Rebeca, Largometraje documental (2024)
- Los Enviados, Serie TV (Temporada 2, 8 Episodios, 2024), Paramount+
- Amigos hasta la muerte, Largometraje (2023)
- El cielo no puede esperar, Largometraje documental (2023)
- Tú no eres especial, Serie TV (Temporada 1, 6 Episodios, 2022), Netflix
- Amanece en Calcuta, Largometraje documental (2021)
- Hotel Colón, Largometraje (2020)
- Wojtyla, la investigación, Largometraje documental (2020)
- Alta Mar, Serie TV (Temporada 2, 5 Episodios, 2019), Netflix
- 45 Revoluciones, Serie TV (Temporada 1, 2 Episodios, 2019), Antena 3
- ¿Qué te juegas?, Largometraje (2019)
- Una Navidad para recordar, Especial Temporada 3 (2019) Movistar+
- Velvet Colección, Temporada 1 (10 Episodios) (2017), Temporada 2 (7 Episodios) (2018) Movistar+
- Es por tu bien, Largometraje (2017)
- Bakery in Brooklyn, Largometraje (2016)
- Vivir para siempre, Largometraje (2010)
- Vuelta y vuelta (2005)
- Haeven (2001)
- Las palabras necesarias (2001)
- Cien por cien técnica (2000)
- How to swim with the sharks without getting eaten (2000)
- Me encantan las confusiones en los aeropuertos (1999)